# Globus Aerostaticus
Globus Aerostaticus oziroma slovensko: balon na vroči zrak je od Mednarodne astronomske zveze nepriznano oziroma bivše ozvezdje, ki ga je leta 1798 ustvaril Jérôme Lalande. Ležalo je med Južno ribo, Kozorogom in Mikroskopom.